# Distrikt Santa Rosa (La Mar)
Der Distrikt Santa Rosa liegt in der Provinz La Mar in der Region Ayacucho in Südzentral-Peru. Der Distrikt wurde am 6. November 1992 gegründet. Er besitzt eine Fläche von 388 km². Beim Zensus 2017 wurden 12.377 Einwohner gezählt. Im Jahr 1993 lag die Einwohnerzahl bei 9930, im Jahr 2007 bei 11.200. Sitz der Distriktverwaltung ist die am Río Santa Rosa, einem Nebenfluss des Río Apurímac, auf einer Höhe von 730 m gelegene Kleinstadt Santa Rosa mit 5386 Einwohnern (Stand 2017). Santa Rosa liegt knapp 45 km nordöstlich der Provinzhauptstadt San Miguel.

## Geographische Lage
Der Distrikt Santa Rosa liegt in der peruanischen Zentralkordillere im Nordosten der Provinz La Mar. Der Distrikt wird im Nordosten von dem nach Nordwesten strömenden Río Apurímac begrenzt. Das Distriktgebiet erstreckt sich über das Einzugsgebiet des Río Santa Rosa.
Der Distrikt Santa Rosa grenzt im Südosten und im Süden an den Distrikt Samugari, im äußersten Südwesten an den Distrikt Tambo, im Nordwesten an den Distrikt Ayna sowie im Nordosten an den Distrikt Kimbiri (Provinz La Convención).

## Ortschaften
Neben dem Hauptort gibt es folgende größere Ortschaften im Distrikt:
- Comunpiari (725 Einwohner)
- Gloria Pata (465 Einwohner)
- Marintari (855 Einwohner)
- Mozo Bamba Alta (200 Einwohner)
- Pampa Miraflores (1012 Einwohner)
- Rinconada Baja (496 Einwohner)
- San Agustin (282 Einwohner)
- Simariba (269 Einwohner)
- Union Luisiana (206 Einwohner)
- Union Mejorada (225 Einwohner)